# 長沼英樹
長沼 英樹（ながぬま ひでき、1972年5月16日 - ）は、主にゲームミュージックを手掛ける作曲家である。

## 略歴
1972年5月16日生まれ、北海道出身。
市立札幌清田高等学校卒業後にジャズクラブでバーテンダーやDJなどを経験その後、セガにデモテープを送ったところ採用されたきっかけで同社に入社。2008年セガを退社。

## 人物
テクノ、ファンク、ソウル、ヒップホップなどの要素から構成されるユニークで鮮やかな曲調が特徴的である。
『ジェット セット ラジオ』で彼のスタイルが確立され、以降は彼の手がけるゲームミュージックは長沼サウンドなどと呼ばれることが多い。
なお、ゲームミュージック以外にも編曲を担当することが稀にある。

## 担当作品

### ゲーム
- Hip Jog Jog
- セガラリー2
- あつまれ!ぐるぐる温泉
- ジェット セット ラジオ
- デイトナUSA 2001
- デ・ラ・ジェット セット ラジオ
- ジェット セット ラジオ フューチャー
- Jリーグ プロサッカークラブをつくろう! 3
- オーリーキング
- ソニックラッシュ
- セガラリー2006
- beatmania IIDX  20 tricoro
  - LUV CAN SAVE U
- Hover : Revolt of Gamers
  - HEAVEN☆UP
  - NEVER 4EVER
- Lethal League Blaze
  - AIN'T NOTHING LIKE A FUNKY BEAT
- Bomb Rush Cyberfunk
  - JACK DA FUNK

### ゲーム以外
風船ガム -銀魂mix-
キャプテンストライダムの曲で、リミックスを担当している。
塾なんか行かない
オムニバスアルバムの『課外授業』に収録されている曲で、編曲を担当している。